# Hetes
Hetes is een plaats (község) en gemeente in het Hongaarse comitaat Somogy. Hetes telt 1148 inwoners (2001).